# Joeropsis minutus
Joeropsis minutus är en kräftdjursart som beskrevs av Mueller1989. Joeropsis minutus ingår i släktet Joeropsis och familjen Joeropsididae. Inga underarter finns listade i Catalogue of Life.